# 卷帘
卷帘，是窗饰产品中的一种，提供遮蔽及保护为作用。
卷帘经由各种硬质材料组织呈现出长型水平或垂直板条，材料包括木材，塑料或金属，它们通过穿过板的绳子保持在一起。窗帘可以通过手动或遥控器进行操纵，方法是将它们从打开的位置旋转，并将板条间隔开，到关闭位置，其中板条重叠并遮挡大部分光线。还有几种类型的窗帘，使用单件软材料而不是板条。
卷帘有许多不同种类的窗帘使用各种控制系统。
捲簾種類
捲簾一般沒有特別分類，不過依照材質通常會有遮光捲簾、半遮光捲簾，還有雙層捲簾，這種捲簾又稱為日夜簾，是遮光加上半遮光兩層組合成捲簾，白天陽光強烈時，將遮光捲簾放下，夜晚再依照隱私需要調整。由於捲簾經常用來遮蔽陽光，因此材質具防紫外線的防曬捲簾，或不易燃的防焰捲簾以及可以數位印刷的捲簾。
韓國在近年又發明了一種遮光與半遮光間隔的捲簾型式，稱為斑馬簾或調光簾。
捲簾材質
捲簾是由控制卷軸與布料組合而成而依照布料材質常見的有聚酯纖維、PVC、天然纖維、具有塗層的遮光布料、玻璃纖維幾種。